# Златка Дъбова
Златка Иванова Дъбова е българска художничка, графичка, заслужил художник от 1974 г.

## Биография и творчество
Родена е на 5 ноември 1927 г. в Пазарджик. През 1953 г. завършва графика в Висшия институт за изобразително изкуство „Николай Павлович“ в класа на проф. Илия Бешков. Работи основно в техниките литография и дърворез. Сред темите, които най-често се срещат в творбите ѝ са фолклора, бита, детството, майчинството, възрожденската архитектура. Нейни творби са притежание на музея „Пушкин“ в Москва, галерии в Банска Бистрица, Сао Пауло, Дрезден и др. 28 нейни творби са включени в самостоятелна колекция в пазарджишката галерия „Станислав Доспевски“.
Дъбова илюстрира много книги от български автори, като Людмил Стоянов, Ангел Каралийчев и Георги Струмски. Има изяви и като сценографка (пиесите „Под игото“ на Иван Вазов и „Езоп“ на Гилерме Фигейреду).
Златка Дъбова е съпруга на художника Христо Нейков.